# Kaliumcyanid
Kaliumcyanid (KCN), även cyankalium, är kaliumsaltet av syran vätecyanid (HCN). Ämnet är mycket giftigt.

## Egenskaper

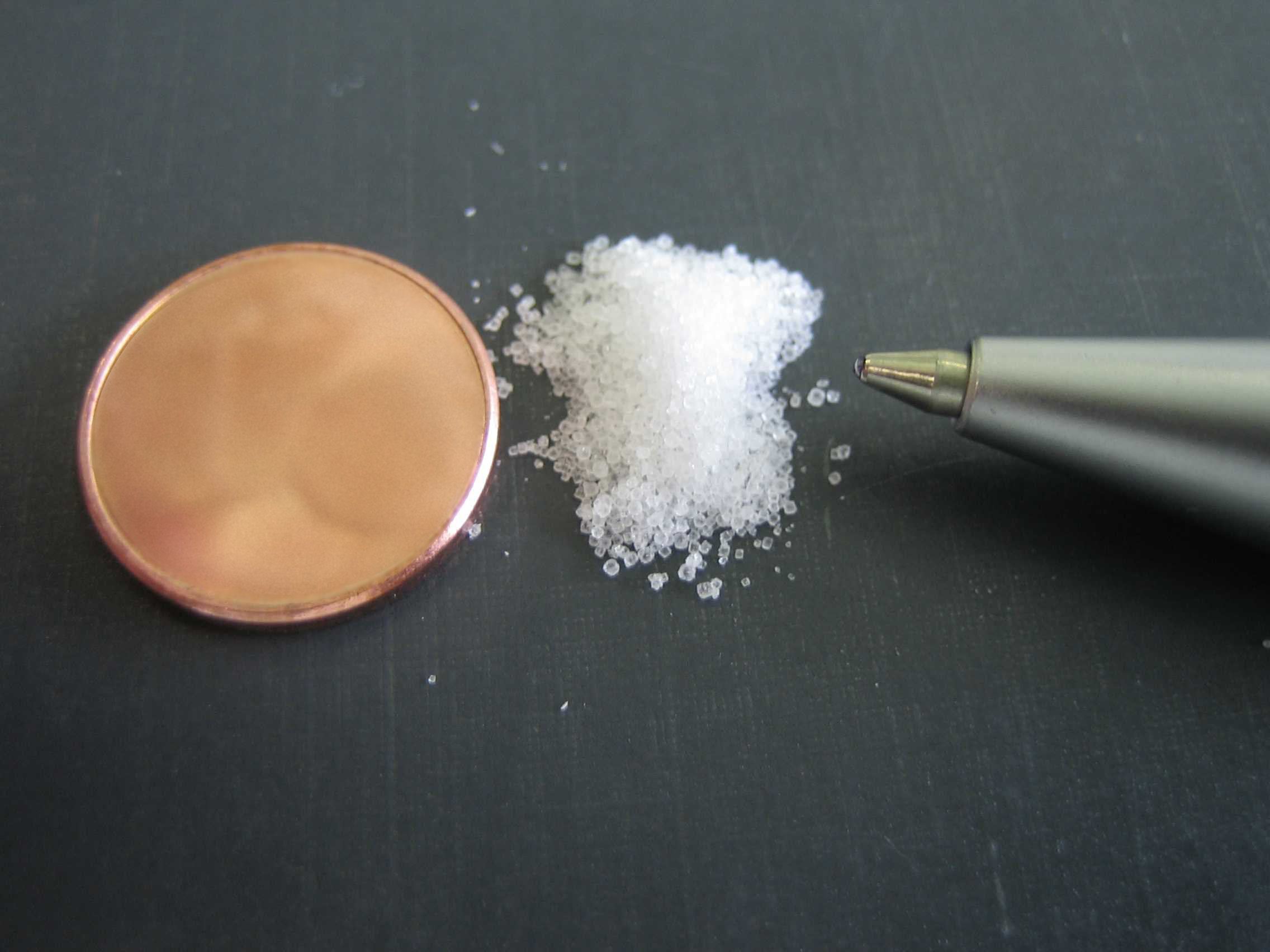
Dödlig dos kaliumcyanid

Kaliumcyanid bildar kristaller med bittermandelarom. Ämnet uppvisar god löslighet i vatten, men inte i alkohol. 

## Framställning
Kaliumcyanid framställs normalt genom att leda vätecyanidgas genom en lösning med kaliumhydroxid.
{\displaystyle {\rm {HCN+KOH\rightarrow KCN+H_{2}O}}}
Förr tillverkades kaliumcyanid genom att kolmonoxid och ammoniak tillfördes kaliumkarbonat (K2CO3) vid en temperatur om 600 °C. 
{\displaystyle {\rm {3\ CO+2\ NH_{3}+K_{2}CO_{3}\rightarrow 2\ KCN+2\ H_{2}O+H_{2}+2\ CO_{2}}}}

## Användning
Kaliumcyanid är ett mycket potent gift och har förekommit både vid mord och för att begå självmord.
Inom fotografin används kaliumcyanid vid behandling av fotografiska glasplåtar, i fixerbad i samband med våtplåtsfotografering. På grund av dess giftighet används dock oftare natriumcyanid.

Det används också industriellt vid utvinning av guld och i galvaniska bad. KCN bildar ett vattenlösligt salt och kaliumhydroxid tillsammans med guld i närvaro av syre och vatten enligt formeln:
4 Au + 8 KCN + O2 + 2 H2O → 4 K[Au(CN)2] + 4 KOH
Även här används natriumcyanid i en motsvarande process för att bilda saltet (NaAu(CN2)).

## Toxicitet
Kaliumcyanid i sig är inte farligt men när saltet löses i magsyran dissocierar cyanidjonen omedelbart från kaliumjonen. 
{\displaystyle {\ce {KCN(s) -> K+(aq)\ +CN^{-}(aq)}}}
Därefter tar cyanidjonen upp en vätejon och bildar vätecyanid.
{\displaystyle {\ce {CN^{-}(aq) + H3O+(aq) -> HCN(aq) + H2O(l)}}}
Denna process tar ungefär 20 minuter. Vätecyanid är ett giftigt ämne som blockerar den aeroba respirationen genom att irreversibelt binda till järnet i enzymet cytokrom c-oxidas, och därigenom inhibera det. Detta tvingar cellen till att utnyttja den anaeroba glykolysen, vilket leder till en ökad koncentration laktat i blodet. Dock räcker inte glykolysens energiproduktion för att ensamt förse cellerna med nog energi för att överleva, vilket förklarar vätecyanidens dödlighet.

## Säkerhet
Inandning av ånga eller rök innehållande kaliumcyanid kan vara livsfarlig och vid handhavande av ämnet måste skyddsmask bäras. Vidare måste vid handhavande gummihandskar bäras, då ämnet kan tränga igenom huden.